# Cantón de Aspres-sur-Buëch
El cantón de Aspres-sur-Buëch era una división administrativa francesa, que estaba situada en el departamento de Altos Alpes y la región de Provenza-Alpes-Costa Azul.

## Composición
El cantón estaba formado por ocho comunas:
- Aspremont
- Aspres-sur-Buëch
- La Beaume
- La Faurie
- La Haute-Beaume
- Montbrand
- Saint-Julien-en-Beauchêne
- Saint-Pierre-d'Argençon

## Supresión del cantón de Aspres-sur-Buëch
En aplicación del Decreto n.º 2014-193 de 20 de febrero de 2014, el cantón de Aspres-sur-Buëch fue suprimido el 22 de marzo de 2015 y sus 8 comunas pasaron a formar parte del nuevo cantón de Serres.